# Nyakaledonientornuggla

Nya Kaledoniens läge i regionen.

Nyakaledonientornuggla (Tyto letocarti) är en förhistorisk utdöd fågel i familjen tornugglor inom ordningen ugglefåglar. Den förekom tidigare på Nya Kaledonien i Melanesien i sydvästra Stilla havet. Den beskrevs 1989 utifrån subfossila benlämningar funna vid Gillesgrottorna på västra sidan av Grande Terre. Arten tillhör helt klart familjen tornugglor men är väldigt distinkt och kan möjligen utgöra ett eget släkte. Väldigt få ben finns bevarade, endast för en juvenil fågel och möjligen en adult.